# Championnat de France de basket-ball en fauteuil roulant 2015-2016
Navigation
Saison 2014-2015 Saison 2016-2017
Le championnat de France de basket-ball en fauteuil roulant de Nationale A 2015-2016 est la 49e édition de cette compétition. CS Meaux en est le tenant du titre.
Participent à cette édition, les huit premiers de la saison régulière du championnat de Nationale A 2014-2015, le premier de la saison régulière Nationale B 2014-15 (Marseille) et le finaliste des playoffs (Le Puy en Velay). 
À l'issue de la saison régulière, les huit premières équipes au classement sont qualifiées pour les playoffs. Le vainqueur de ces playoffs est désigné « Champion de France de Nationale A ». Les équipes classées neuvième et dixième sont reléguées en Nationale B.

## Clubs engagés pour la saison 2015-2016
| \| Meylan Meaux Thonon Hyères Le Cannet Bordeaux Clichy Toulouse Le Puy Marseille \| Localisation des clubs engagés dans le championnat. |
| Meylan Meaux Thonon Hyères Le Cannet Bordeaux Clichy Toulouse Le Puy Marseille                                                           |

Les huit premiers du championnat de Nationale A 2014-2015, ainsi que le champion de France de Nationale B 2013-2014 et son dauphin (Le Puy et Marseille) participent à la compétition.
Les huit premiers à l'issue de la phase aller de la saison régulière sont qualifiés pour les plateaux des quarts et demi-finales de la Coupe de France 2015-2016.
Les huit premiers à l'issue de la saison régulière disputent les playoffs pour déterminer le champion de France de Nationale A 2015-2016. Les deux derniers descendent en Nationale B pour la saison suivante.

## Saison régulière

### Tableau synthétique des résultats
| Résultats (dom.\ext.)                                              | BOR   | CLI   | HYE   | CAN   | PUY   | MAR   | MEA   | MEY    | THO   | TOU   |
| Bordeaux                                                           | XX-XX | 77-42 | 56-84 | 60-62 | 69-64 | 65-58 | 55-75 | 57-63  | 66-55 | 77-50 |
| Clichy                                                             | 44-60 | XX-XX | 40-95 | 61-80 | 45-79 | 53-66 | 41-76 | 66-80  | 42-58 | 0-20  |
| Hyères                                                             | 72-70 | 90-47 | XX-XX | 62-74 | 71-65 | 74-56 | 80-65 | 107-49 | 82-63 | 93-63 |
| Le Cannet C, F                                                     | 65-66 | 86-27 | 83-87 | XX-XX | 75-52 | 75-62 | 78-75 | 94-54  | 82-38 | 94-46 |
| Le Puy en Velay P                                                  | 58-55 | 20-0  | 54-86 | 46-63 | XX-XX | 54-62 | 51-83 | 62-79  | 66-72 | 72-57 |
| Marseille P                                                        | 52-47 | 20-0  | 54-74 | 61-82 | 67-59 | XX-XX | 44-75 | 73-45  | 58-64 | 61-42 |
| Meaux T                                                            | 63-50 | 87-53 | 58-68 | 60-62 | 65-58 | 64-49 | XX-XX | 96-33  | 74-54 | 80-32 |
| Meylan Grenoble                                                    | 42-52 | 20-0  | 46-76 | 41-71 | 51-53 | 43-47 | 45-66 | XX-XX  | 57-63 | 55-56 |
| Thonon                                                             | 46-54 | 65-52 | 35-88 | 66-76 | 63-77 | 52-66 | 38-67 | 81-40  | XX-XX | 50-81 |
| Toulouse                                                           | 54-72 | 78-61 | 69-79 | 48-91 | 63-67 | 49-74 | 37-74 | 53-54  | 70-57 | XX-XX |
| - Victoire à domicile - Victoire à l'extérieur - Match non disputé |       |       |       |       |       |       |       |        |       |       |

Note : L'équipe jouant à domicile est indiquée dans la colonne de gauche et l'équipe se déplaçant sur la première ligne.

### Classement de la saison régulière
| Rang | Équipe                            | Pts | J  | G  | P  | Pp   | Pc   | Diff |
| ---- | --------------------------------- | --- | -- | -- | -- | ---- | ---- | ---- |
| 1    | Hyères HC                         | 31  | 16 | 15 | 1  | 1283 | 960  | 323  |
| 2    | Hornets Le Cannet C, F            | 30  | 16 | 14 | 2  | 1227 | 924  | 303  |
| 3    | CS Meaux T                        | 28  | 16 | 12 | 4  | 1140 | 834  | 306  |
| 4    | Léopards de Guyenne Bordeaux (+2) | 24  | 16 | 8  | 8  | 971  | 963  | 8    |
| 5    | HSB Marseille P (-2)              | 24  | 16 | 8  | 8  | 944  | 964  | -20  |
| 6    | Le Puy en Velay HB P              | 21  | 16 | 5  | 11 | 958  | 1081 | -123 |
| 7    | Thonon CH                         | 20  | 16 | 4  | 12 | 897  | 1104 | -207 |
| 8    | Toulouse IC (+0)                  | 19  | 16 | 3  | 13 | 870  | 1150 | -280 |
| 9    | Meylan Grenoble HB (+0)           | 19  | 16 | 3  | 13 | 797  | 1107 | -310 |
| 10   | CS Clichy                         | 0   | 0  | 0  | 0  | 0    | 0    |      |

| Légende :                                                         |
| - Qualification pour les Play-offs - Relégation en Nationale B    |
| T : Champion de France de Nationale A 2014-2015 (tenant du titre) |
| F : Finaliste 2014-2015                                           |
| P : Promus de Nationale B 2014-2015                               |
| C : Vainqueur de la Coupe de France 2014-2015                     |
| 0                                                                 |
| Sources : france-handibasket.fr ffbb.com                          |

Note : Les huit premiers sont qualifiés pour les play-offs. Les deux derniers sont relégués en Nationale B.
| Clubs \ Journées  | 1  | 2  | 3  | 4  | 6  | 7  | 8  | 9  | 10 | 11 | 12 | 13 | 5  | 14 | 15 | 16 | 17 | 18 | Journées en tête | Journées relégable |
| ----------------- | -- | -- | -- | -- | -- | -- | -- | -- | -- | -- | -- | -- | -- | -- | -- | -- | -- | -- | ---------------- | ------------------ |
| Bordeaux          | 3  | 4  | 4  | 4  | 4  | 4  | 4  | 4  | 4  | 4  | 4  | 4  | 4  | 4  | 4  | 4  | 5  | 4  |                  |                    |
| Clichy            | 10 | 10 | 10 | 10 | 10 | 10 | 10 | 10 | 10 | 10 | 10 | 10 | 10 | 10 | 10 | 10 | 10 | 10 |                  | 18                 |
| Hyères            | 1  | 1  | 3  | 2  | 1  | 1  | 2  | 2  | 2  | 2  | 2  | 2  | 1  | 1  | 1  | 1  | 1  | 1  | 10               |                    |
| Le Cannet C, F    | 2  | 3  | 2  | 3  | 2  | 2  | 1  | 1  | 1  | 1  | 1  | 1  | 2  | 2  | 2  | 2  | 2  | 2  | 6                |                    |
| Le Puy en Velay P | 7  | 7  | 8  | 5  | 5  | 6  | 8  | 8  | 9  | 9  | 8  | 8  | 7  | 6  | 7  | 8  | 6  | 6  |                  | 2                  |
| Marseille P       | 9  | 8  | 6  | 6  | 6  | 5  | 5  | 5  | 5  | 5  | 5  | 5  | 5  | 5  | 5  | 5  | 4  | 5  |                  | 1                  |
| Meaux T           | 4  | 2  | 1  | 1  | 3  | 3  | 3  | 3  | 3  | 3  | 3  | 3  | 3  | 3  | 3  | 3  | 3  | 3  | 2                |                    |
| Meylan-Grenoble   | 6  | 9  | 9  | 9  | 9  | 9  | 9  | 9  | 8  | 8  | 9  | 9  | 9  | 9  | 9  | 9  | 9  | 9  |                  | 15                 |
| Thonon            | 8  | 5  | 5  | 7  | 7  | 7  | 6  | 7  | 7  | 6  | 6  | 6  | 6  | 8  | 6  | 7  | 8  | 7  |                  |                    |
| Toulouse          | 5  | 6  | 7  | 8  | 8  | 8  | 7  | 6  | 6  | 7  | 7  | 7  | 8  | 7  | 8  | 6  | 7  | 8  |                  |                    |

| Légende :                                                                                          |
| - Leader du classement - Têtes de série numéros 2 à 4 en 1/4 de finale - Relégation en Nationale B |
| 0                                                                                                  |
| Sources : france-handibasket.fr ffbb.com                                                           |

Notes concernant les matchs en retard :

1. 1 2  En raison d'un colis suspect à Massy TGV, la rencontre Bordeaux/Meaux de la 17e journée est reportée.
2. 1 2 3 4 5 6 7 8 9 10 11 12 13 14 15 16 17 18 19 20 21 22 23 24  En raison des attentats de Paris le 13 novembre 2015, la cinquième journée (initialement prévue pour le 14 novembre) a été reportée. Trois rencontres ont été disputées le 5 décembre 2015, entre les 7e et 8e journées (Toulouse/Thonon, Le Cannet/Meylan et Bordeaux/Marseille). Les deux autres ont été déplacées le 3 février 2016, entre les 13e et 14e journées (Hyères/Meaux et Le Puy/Clichy), date limite de report puisque la 14e journée correspond au retour de la 5e. Ainsi, entre les 8e et 13e journées incluses, quatre équipes disposent d'un match en moins au classement : Le Puy, Clichy, Hyères et Meaux.
3. 1 2 3 4 5 6 7 8 9 10 11 12  La rencontre Marseille/Meylan prévue lors de la 12e journée a été déplacée au 26 mars 2016, soit entre les 16e et 17e journées.

Notes concernant le forfait de Clichy :

1. 1 2 3  Clichy annonce son forfait général après la 15e journée. Tous ses résultats sont retirés du classement.

### Meilleur marqueur par journée
| Journée | Joueur                                 | Équipe                      | Points |
| ------- | -------------------------------------- | --------------------------- | ------ |
| 1       | Nicolas Jouanserre (1/10)              | Hyères (1/11)               | 38     |
| 2       | Nicolas Jouanserre (2/10)              | Hyères (2/11)               | 28     |
| 3       | Nicolas Jouanserre (3/10)              | Hyères (3/11)               | 31     |
| 4       | Sylvain Deregnaucourt (1/1)            | Clichy (1/1)                | 42     |
| 5,      | Nabil Guedoun (1/3) Otias Pliska (1/1) | Le Cannet (1/4) Meaux (1/1) | 28     |
| 6       | Nicolas Jouanserre (4/10)              | Hyères (4/11)               | 32     |
| 7       | Nicolas Jouanserre (5/10)              | Hyères (5/11)               | 42     |
| 8       | Nicolas Jouanserre (6/10)              | Hyères (6/11)               | 36     |
| 9       | Nabil Guedoun (2/3)                    | Le Cannet (2/4)             | 29     |
| 10      | Dominik Mosler (1/1)                   | Hyères (7/11)               | 35     |
| 11      | Nicolas Jouanserre (7/10)              | Hyères (8/11)               | 32     |
| 12,     | Nicolas Jouanserre (8/10)              | Hyères (9/11)               | 35     |
| 13      | Nicolas Jouanserre (9/10)              | Hyères (10/11)              | 41     |
| 14      | Manuel Vaisioa (1/1)                   | Toulouse (1/1)              | 32     |
| 15      | Nicolas Jouanserre (10/10)             | Hyères (11/11)              | 38     |
| 16      | Nicolas Jouanserre (11/11)             | Hyères (12/12)              | 30     |
| 17,     | Nabil Guedoun (3/3)                    | Le Cannet (3/4)             | 28     |
| 18      | Houcine Belaïd (1/1)                   | Le Cannet (4/4)             | 26     |

## Play-offs

### Tableau des playoffs
|  | 1/4 de finale            | 1/4 de finale                   |                                 |                                 | 1/2 finales                     | 1/2 finales                     |    |  | Finale                          | Finale                          |
|  | 1/4 de finale            | 1/4 de finale                   |                                 |                                 | 1/2 finales                     | 1/2 finales                     |    |  | Finale                          | Finale                          |
|  |                          |                                 |                                 |                                 |                                 |                                 |    |  |                                 |                                 |
|  | 16 avril 2016 à Hyères   | 16 avril 2016 à Hyères          |                                 |                                 | 21 mai 2016 à Villenave-d'Ornon | 21 mai 2016 à Villenave-d'Ornon |    |  | 22 mai 2016 à Villenave-d'Ornon | 22 mai 2016 à Villenave-d'Ornon |
|  | 16 avril 2016 à Hyères   | 16 avril 2016 à Hyères          |                                 |                                 | 21 mai 2016 à Villenave-d'Ornon | 21 mai 2016 à Villenave-d'Ornon |    |  | 22 mai 2016 à Villenave-d'Ornon | 22 mai 2016 à Villenave-d'Ornon |
|  | (1) Hyères HC            | 98                              |                                 |                                 | 21 mai 2016 à Villenave-d'Ornon | 21 mai 2016 à Villenave-d'Ornon |    |  | 22 mai 2016 à Villenave-d'Ornon | 22 mai 2016 à Villenave-d'Ornon |
|  | (1) Hyères HC            | 98                              |                                 |                                 | 21 mai 2016 à Villenave-d'Ornon | 21 mai 2016 à Villenave-d'Ornon |    |  | 22 mai 2016 à Villenave-d'Ornon | 22 mai 2016 à Villenave-d'Ornon |
|  | (8) Toulouse IC          | 43                              |                                 |                                 | 21 mai 2016 à Villenave-d'Ornon | 21 mai 2016 à Villenave-d'Ornon |    |  | 22 mai 2016 à Villenave-d'Ornon | 22 mai 2016 à Villenave-d'Ornon |
|  | (8) Toulouse IC          | 43                              | (1) Hyères HC                   | 68                              |                                 |                                 |    |  | 22 mai 2016 à Villenave-d'Ornon | 22 mai 2016 à Villenave-d'Ornon |
|  | 30 avril 2016 à Bordeaux |                                 | (1) Hyères HC                   | 68                              |                                 |                                 |    |  | 22 mai 2016 à Villenave-d'Ornon | 22 mai 2016 à Villenave-d'Ornon |
|  |                          | (4) LDG Bordeaux                | 58                              |                                 |                                 |                                 |    |  | 22 mai 2016 à Villenave-d'Ornon | 22 mai 2016 à Villenave-d'Ornon |
|  | (4) LDG Bordeaux         | (4) LDG Bordeaux                | 58                              | 74                              |                                 |                                 |    |  | 22 mai 2016 à Villenave-d'Ornon | 22 mai 2016 à Villenave-d'Ornon |
|  | (4) LDG Bordeaux         |                                 |                                 | 74                              |                                 |                                 |    |  | 22 mai 2016 à Villenave-d'Ornon | 22 mai 2016 à Villenave-d'Ornon |
|  | (5) HSB Marseille        | 55                              |                                 |                                 |                                 |                                 |    |  | 22 mai 2016 à Villenave-d'Ornon | 22 mai 2016 à Villenave-d'Ornon |
|  | (5) HSB Marseille        | 55                              | (1) Hyères HC                   | 84ap                            |                                 |                                 |    |  |                                 |                                 |
|  | 16 avril 2016 au Cannet  |                                 | (1) Hyères HC                   | 84ap                            |                                 |                                 |    |  |                                 |                                 |
|  |                          | (3) CS Meaux                    | 80                              |                                 |                                 |                                 |    |  |                                 |                                 |
|  | (2) Hornets Le Cannet    | (3) CS Meaux                    | 80                              | 104                             |                                 |                                 |    |  |                                 |                                 |
|  | (2) Hornets Le Cannet    | 21 mai 2016 à Villenave-d'Ornon |                                 | 104                             |                                 |                                 |    |  |                                 |                                 |
|  | (7) Thonon CH            | 31                              |                                 |                                 |                                 |                                 |    |  |                                 |                                 |
|  | (7) Thonon CH            | 31                              | (2) Hornets Le Cannet           | 52                              |                                 |                                 |    |  |                                 |                                 |
|  | 30 avril 2016 à Meaux    | 30 avril 2016 à Meaux           | (2) Hornets Le Cannet           | 52                              | 3e place                        | 3e place                        |    |  |                                 |                                 |
|  | 30 avril 2016 à Meaux    | 30 avril 2016 à Meaux           |                                 | (3) CS Meaux                    | 3e place                        | 3e place                        | 54 |  |                                 |                                 |
|  | (3) CS Meaux             | 76                              | 22 mai 2016 à Villenave-d'Ornon | 22 mai 2016 à Villenave-d'Ornon |                                 |                                 | 54 |  |                                 |                                 |
|  | (3) CS Meaux             | 76                              | 22 mai 2016 à Villenave-d'Ornon | 22 mai 2016 à Villenave-d'Ornon |                                 |                                 |    |  |                                 |                                 |
|  | (6) Le Puy en Velay HB   | 54                              |                                 | (4) LDG Bordeaux                | 57                              |                                 |    |  |                                 |                                 |
|  | (6) Le Puy en Velay HB   | 54                              |                                 | (4) LDG Bordeaux                | 57                              |                                 |    |  |                                 |                                 |
|  |                          |                                 |                                 |                                 |                                 |                                 |    |  | (2) Hornets Le Cannet           | 70                              |
|  |                          |                                 |                                 |                                 |                                 |                                 |    |  | (2) Hornets Le Cannet           | 70                              |

### Meilleur marqueur par tour
| Tour           | Joueur                       | Équipe                         | Points |
| -------------- | ---------------------------- | ------------------------------ | ------ |
| 1/4 de finale, | Nicolas Jouanserre           | Hyères                         | 41     |
| 1/2 finale     | Alexis Ramonet               | LDG Bordeaux                   | 34     |
| 3e place       | Alexis Ramonet Nabil Guedoun | LDG Bordeaux Hornets Le Cannet | 23     |
| Finale         | Nicolas Jouanserre           | Hyères                         | 32     |

## Parcours des clubs français en Coupe d'Europe
Alors qu'elle présente les huit mêmes équipes que lors de la saison précédente, la France compte un représentant de moins en Euroligue 1, car Toulouse a été relégué en Euroligue 2.
| Club               | Ranking IWBF 2015 | Tour préliminaire Euroligue | Résultat Euroligue     | Tour final EuroCup          | Résultat EuroCup |
| ------------------ | ----------------- | --------------------------- | ---------------------- | --------------------------- | ---------------- |
| Hyères HC          | 7                 | Euroligue 1 (groupe C)      | 4e (1V - 3D)           | Coupe Willi Brinkmann (EC3) | Forfait          |
| CS Meaux BF        | 9                 | Euroligue 1 (groupe B)      | 3e (2V - 2D)           | Coupe André Vergauwen (EC2) | 3e (3V - 2D)     |
| HB Le Cannet CA    | 14                | Euroligue 1 (groupe A)      | 5e (0V - 4D) - Éliminé |                             |                  |
| Toulouse IC        | 20                | Euroligue 2 (groupe A)      | 2e (3V - 1D)           | Coupe Willi Brinkmann (EC3) | 5e (2V - 2D)     |
| LDG Bordeaux       | 27                | Euroligue 2 (groupe B)      | 5e (0V - 4D) - Éliminé |                             |                  |
| Meylan Grenoble HB | 32                | Euroligue 2 (groupe C)      | 4e (1V - 3D) - Éliminé |                             |                  |
| CTH Lannion        | 41                | Euroligue 2 (groupe D)      | 4e (1V - 3D) - Éliminé |                             |                  |
| CAPSAAA Paris      | 46                | Euroligue 2 (groupe A)      | 5e (0V - 4D) - Éliminé |                             |                  |